# Aeropuerto Internacional María Montez

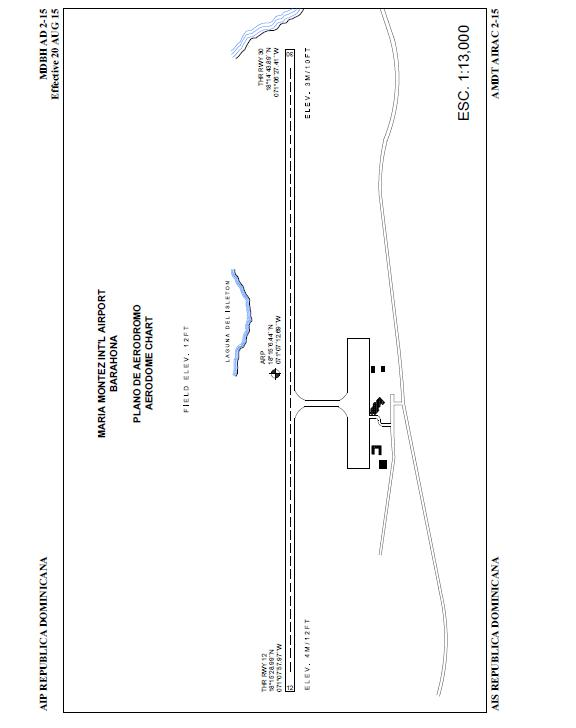
Plano de aeródromo.

El Aeropuerto Internacional María Montez (IATA: BRX, ICAO: MDBH) es un aeropuerto internacional ubicado a 5 km al norte de Barahona, República Dominicana. Su nombre es en honor a la fallecida actriz de cine María Montez, quien nació en esta ciudad.
Cuenta con una terminal de 2,565 metros cuadrados y una pista de 3,000 metros de largo x 45 metros de ancho, con capacidad para recibir aeronaves de cuerpo ancho.
Es la puerta de entrada a la preciosa zona ecoturística del Suroeste del país, con una variedad de atractivos, entre ellos: Lago Enriquillo, el mayor de las Antillas; los baños térmicos de Las Marías, excelentes playas de surf y montañas espectaculares.

## Historia
El aeropuerto María Montez fue inaugurado oficialmente el sábado 27 de abril de 1996, En una ceremonia presidida por el presidente Joaquín Balaguer. Fue construido a un costo de casi quinientos millones de pesos.Tiene capacidad para recibir Jumbo 747, DC-10 y otras aeronaves de cuerpo ancho. Posee un amplio parqueo para más de cien vehículos.  Hasta noviembre de 1998 en éste laboraban unos 100 empleados. Más tarde, desde 1999 hasta 2017, la cantidad de empleados es menor, esto es atribuido a la reducción de las operaciones con que cuenta esta terminal.
En el año 2010 como consecuencias del devastador terremoto que sacudió a Haití el 12 de enero, cerca de 70 miembros de la 615ª Ala de contingencia de respuesta de ejército de Estados Unidos de América, fueron desplegados en la República Dominicana con el apoyo de la Operación Respuesta Unificada. Debido a la afluencia del tránsito aéreo abrumadora en el aeropuerto internacional de Port-au-Prince, Haití, ubicaciones adicionales fueron identificados en la Base Aérea de San Isidro y el Aeropuerto Internacional María Montez en Barahona, como áreas de entrega y puesta en escena para el suministro de ayuda humanitaria.
En año 2011 fue restaurada la pista de aterrizaje y despegue de esa estación aérea, con una inversión de RD$30 millones, que tiene una dimensión de 3,000 metros, una plataforma para estacionamiento de aeronaves de 40,000 metros cuadrados, y una calle de rodaje de 300 metros que, donde facilitan las operaciones de aeronaves de gran tamaño.
En el mes julio del 2012 se iniciaron las operaciones de la empresa internacional Organización Terpel como suplidor de combustible de aviación para el aeropuerto.
En el año (2016) Aerodom empieza a encargarse de las operaciones de mantenimiento mientras que el IDAC maneja las operaciones en el espacio aéreo. 
La terminal cuenta con servicios de migración, aduanas, sanidad vegetal y animal, control de drogas. La seguridad está encargada por el cuerpo especializado de seguridad de la aviación civil (CESAC), quien controla la seguridad de la terminal.
En el año 2017 se inició la mayor inversión del sector privado en la zona siendo esta el proyecto hotelero e inmobiliario Perla del Sur, en La Ciénaga, para ser inaugurado en 2019 con una primera etapa de 162 habitaciones, aunque el proyecto contempla 1,200 habitaciones que se terminarán en ocho años que permitirá la entrada mayor número de turistas vía esta terminal, que es y será utilizado para este proyecto con fines expancivos.
En agosto de 2018.: El Ministerio de Obra Públicas y Comunicaciones (MOPC Archivado el 9 de octubre de 2012 en Wayback Machine.) realiza el asfaltado de la carretera vía de acceso al Aeropuerto María Montez de esta ciudad así como su aérea de parqueo para mejorar las condiciones de dicha terminar aérea.
Dicha mejoras están enmarcadas para que el aeropuerto mejores su aspecto y condiciones y para que los usuarios que ocasionalmente hacen uso de esa terminal aérea, puedan evidenciar las intenciones que desde el Estado se buscan para poner en funcionamiento dicha terminal aérea.

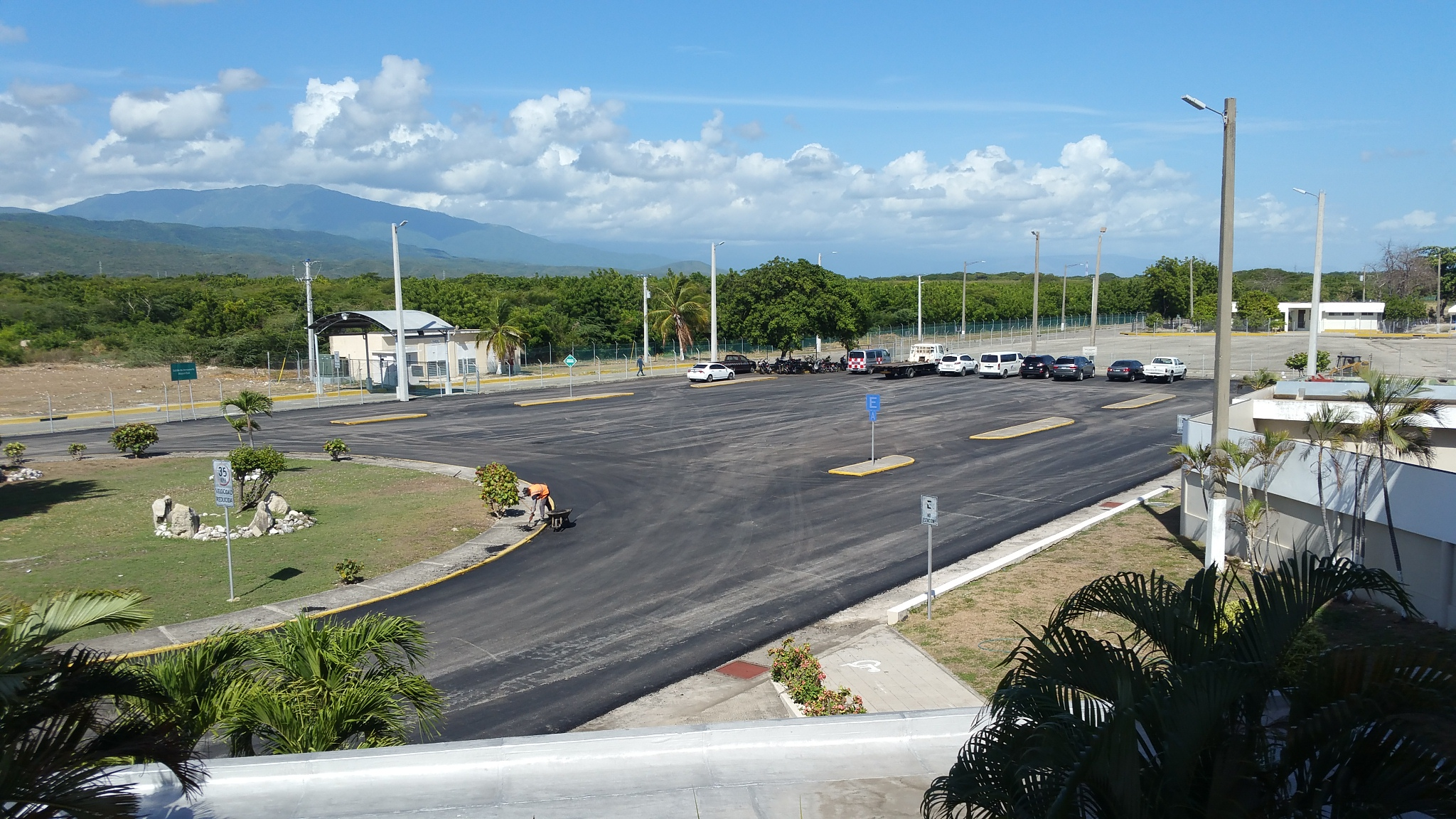
Trabajos de asfalto parqueo norte de AIMM Barahona

El asfaltado que realiza Obras Públicas, en primera fase contempla la carretera que da acceso y toda el área de parqueo, la cual ya está en fase de terminación, del aeropuerto María Montez y luego, según fuente a este medio, se continuara con la pista de aterrizaje de dicha terminar aérea, la cual será condicionada y ampliada.
En febrero de 2020, Boeing anuncia un gran proyecto en la provincia Barahona el presidente de FTS Holdings Group, Hahly Pichardo, informó que próximamente se invertirán 200 millones de dólares en la construcción de un centro de mantenimiento aeronáutico en el Aeropuerto Internacional María Montez de Barahona.
El 23 de marzo de 2020 por primera vez en la historia, fue cerrado el aeropuerto por reducción de personal ATC, CNS y otros técnicos para contener la propagación del COVID-19, proclamado por las autoridades de aviación cilvil dominicanas (IDAC) contenido en el NOTAM A0090/20  desde 23 de marzo de 2020 a las 21:43 hasta julio de 2020,  Actualmente (01-09-2020) el aeropuerto esta abierto y operativo de lunes a viernes desde las 12:30 UTC hasta las 21:30 UTC.

## Operaciones
Un aeropuerto con gran potencial, aún no es explotado en su totalidad por el gobierno dominicano, teniendo un promedio aproximado de 10 a 20 operaciones por semana durante los últimos años. Este aeropuerto tiene la capacidad de ser el hub del Caribe y después de los acuerdos de las autoridades aeroportuarias, que llegaron a un acuerdo con la empresa Aeropuertos Dominicanos Siglo XXI (Aerdodom) para exonerar de cargos por casi 100 dólares a las aerolíneas y pasajeros que entren y salgan por la terminal María Montez, de Barahona, como una forma de incentivar los vuelos en la región Sur del país.

## Aerolíneas y destinos
| Aerolíneas       | Destinos                                       |
| ---------------- | ---------------------------------------------- |
| Air Century S.A. | Santo Domingo-La Isabela /// Fuera de servicio |
| M&N Aviation     | San Juan /// Fuera de servicio                 |

## Destinos actuales a barahona
| Aerolíneas             | Destinos                                  |
| ---------------------- | ----------------------------------------- |
| Aerojet International  | New York-JFK /// Fuera de servicio        |
| American Eagle         | San Juan /// Fuera de servicio            |
| TransMeridian Airlines | Miami, New York-JFK /// Fuera de servicio |